# Apeo

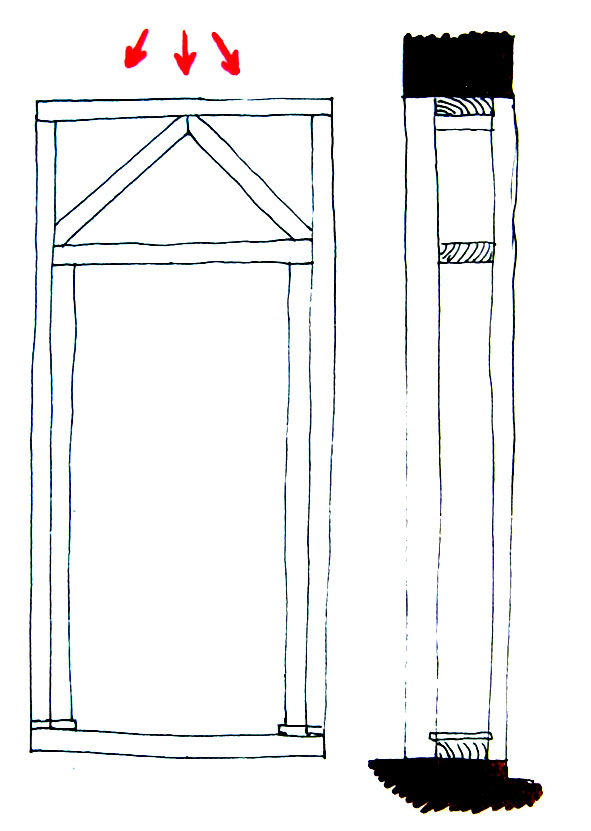
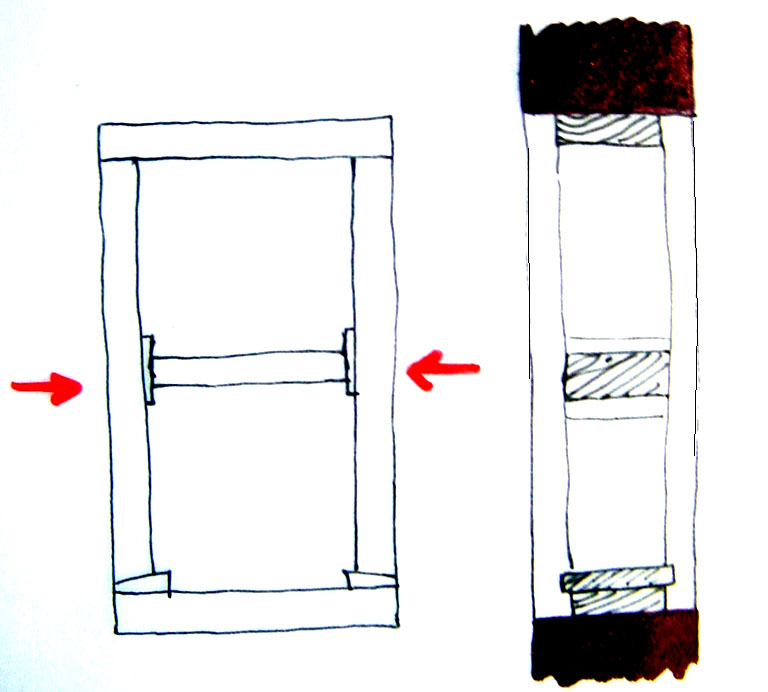
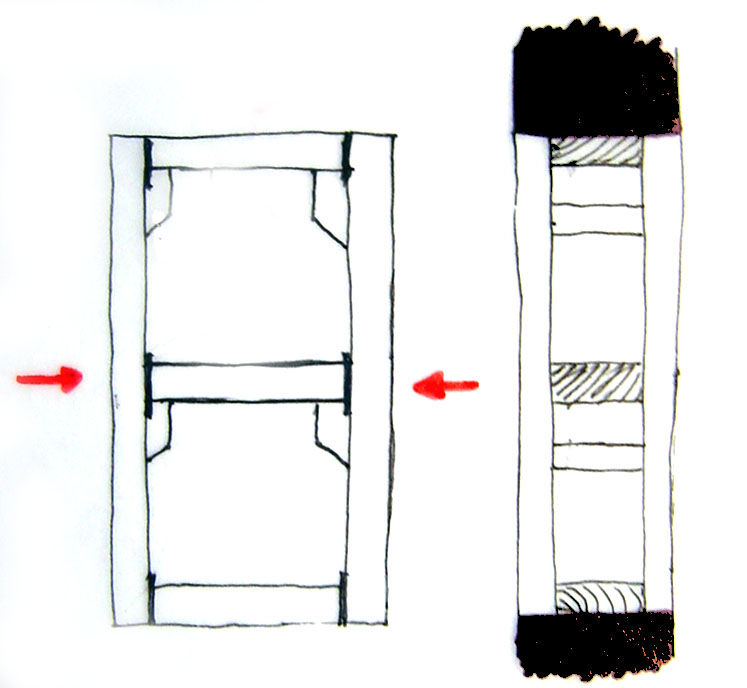
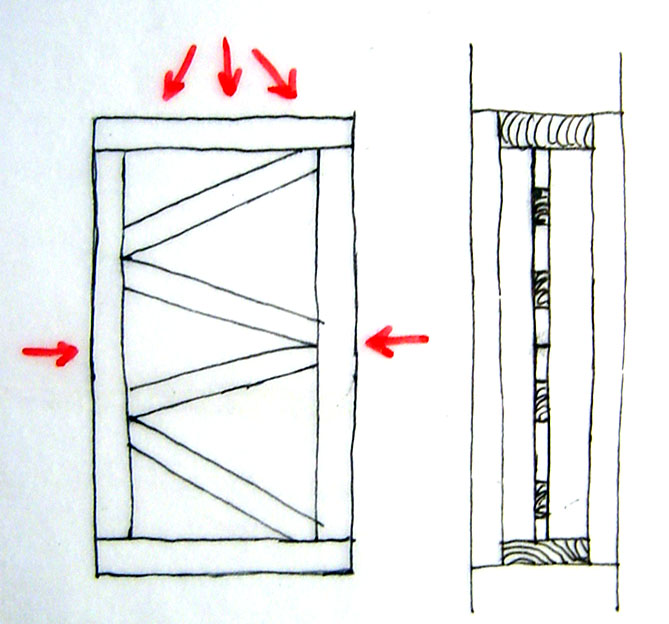

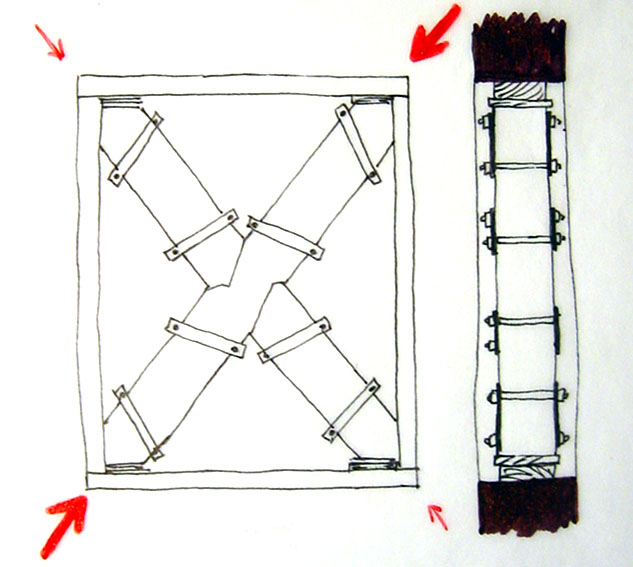
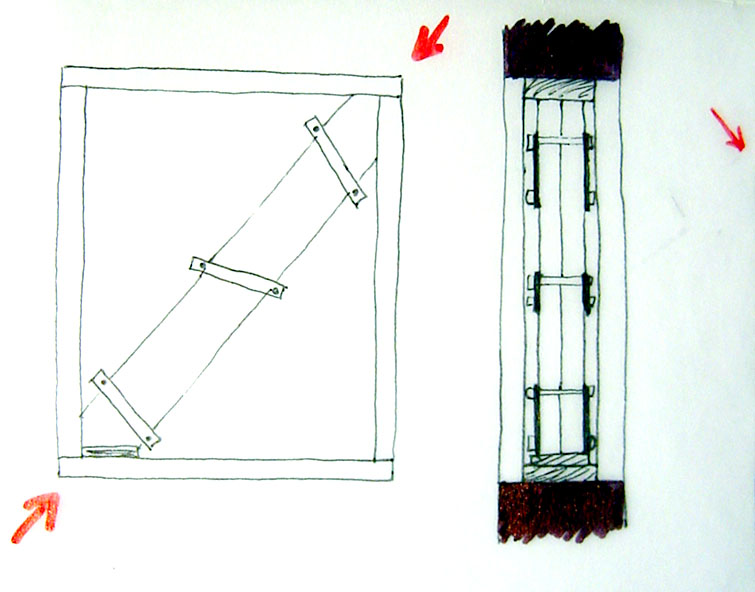
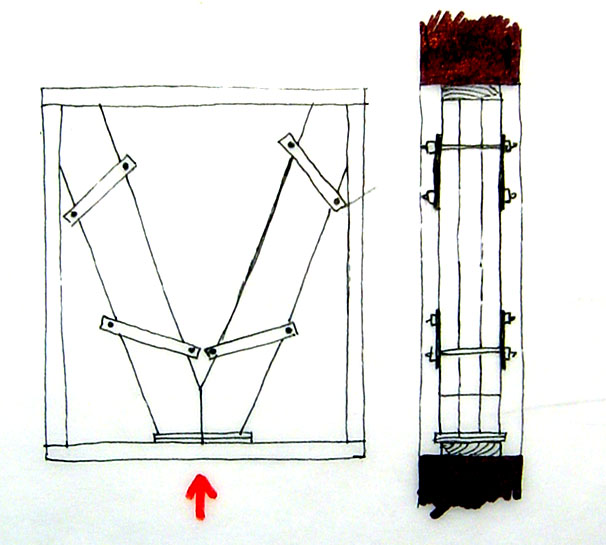
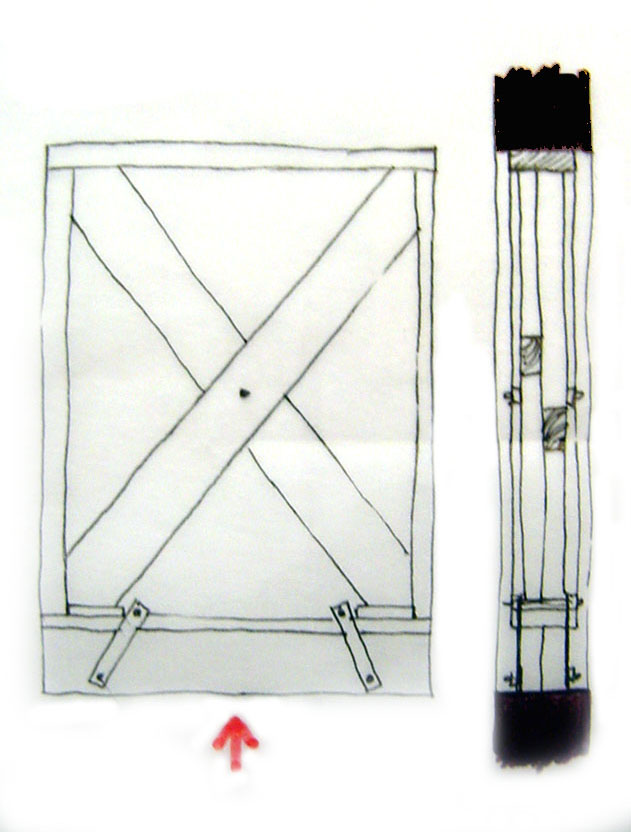

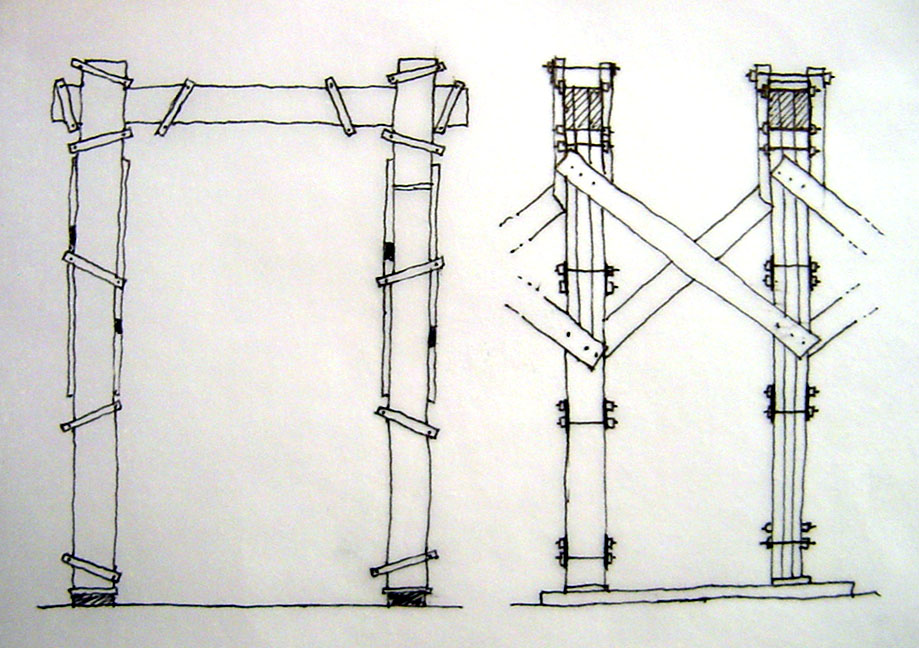
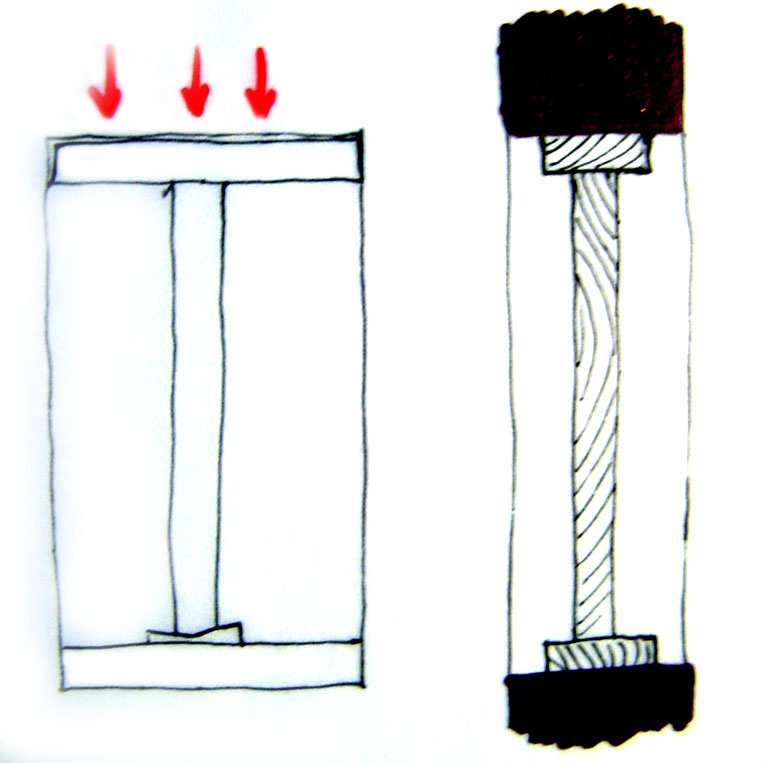
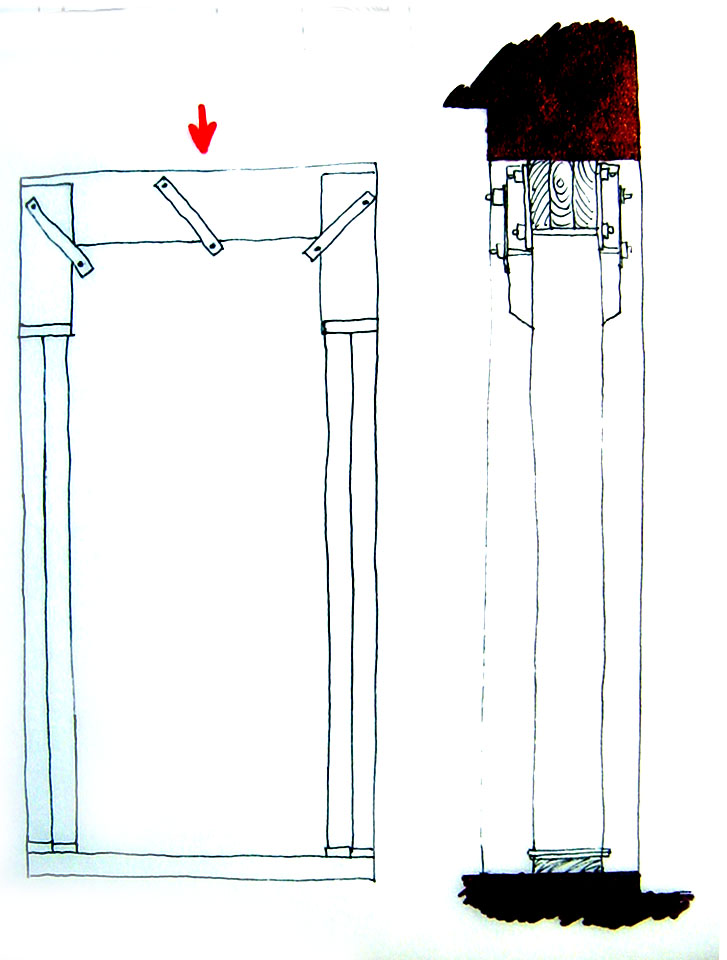
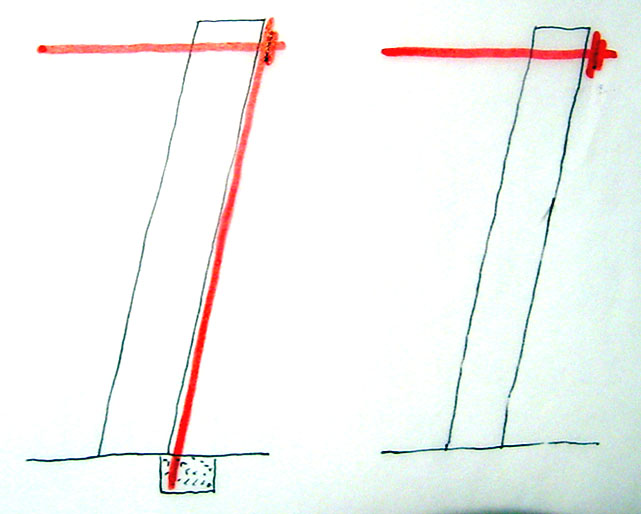

En arquitectura, se llama apeo al armazón, madero o fábrica con que se sostiene provisionalmente un edificio, construcción o terreno, en su totalidad o parcialmente.

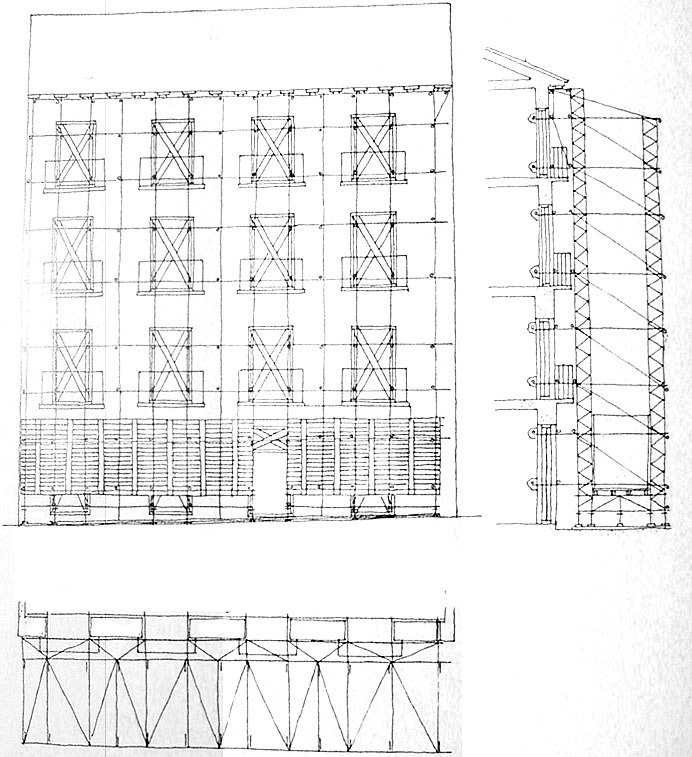
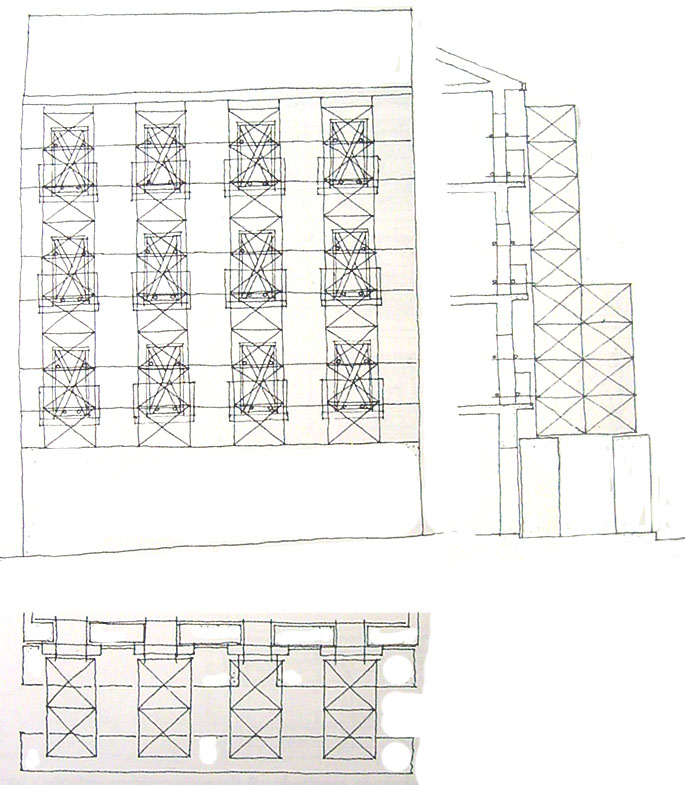
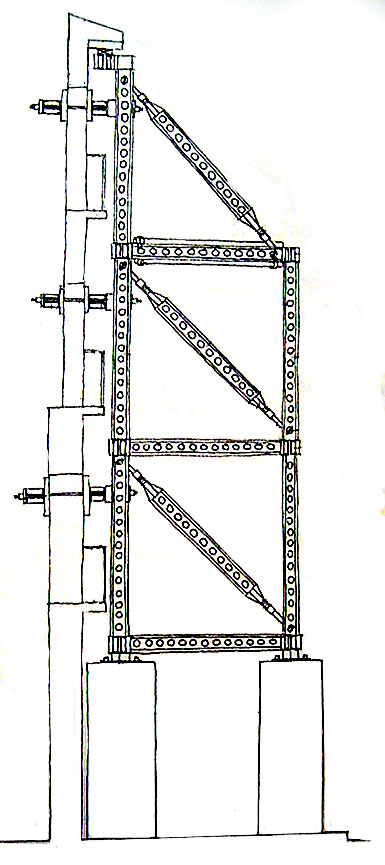
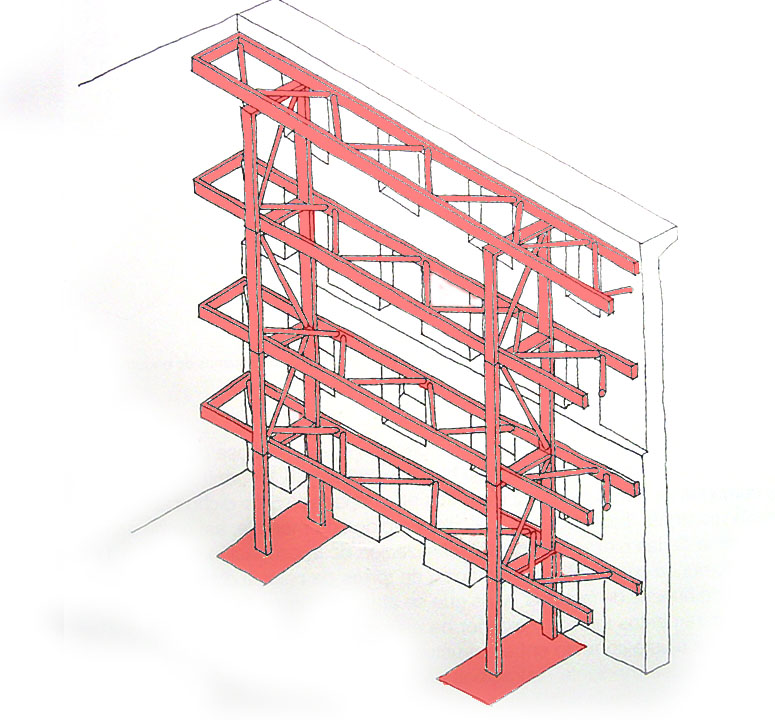

Apeo de una fachada
Detalle de apeo de huecos alargados
Detalle de apeo de huecos cuadrados
Detalle de componentes de apeo de madera
Detalle de componentes de apeo metálico

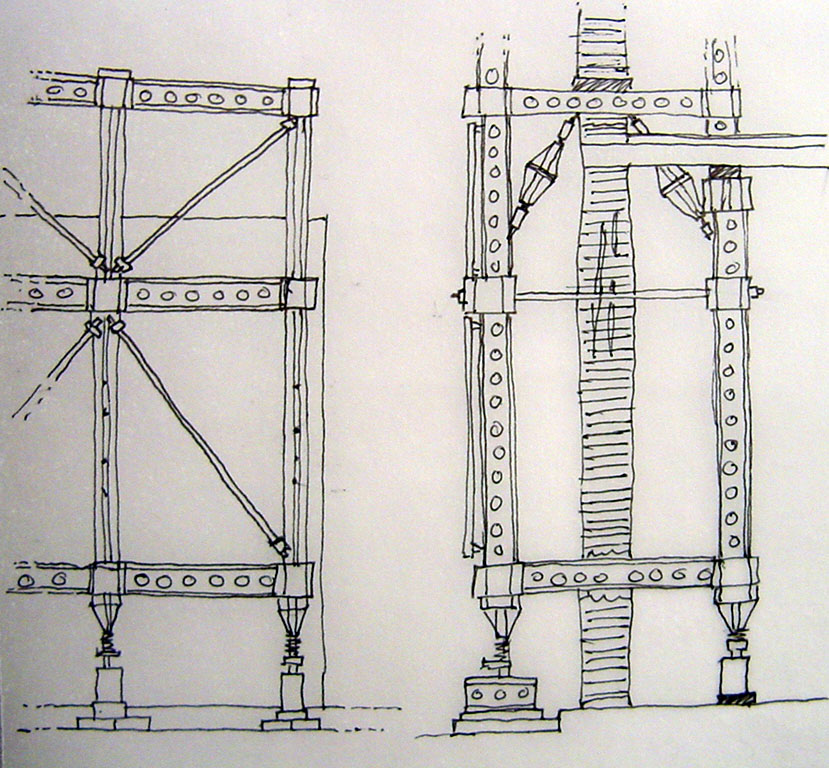
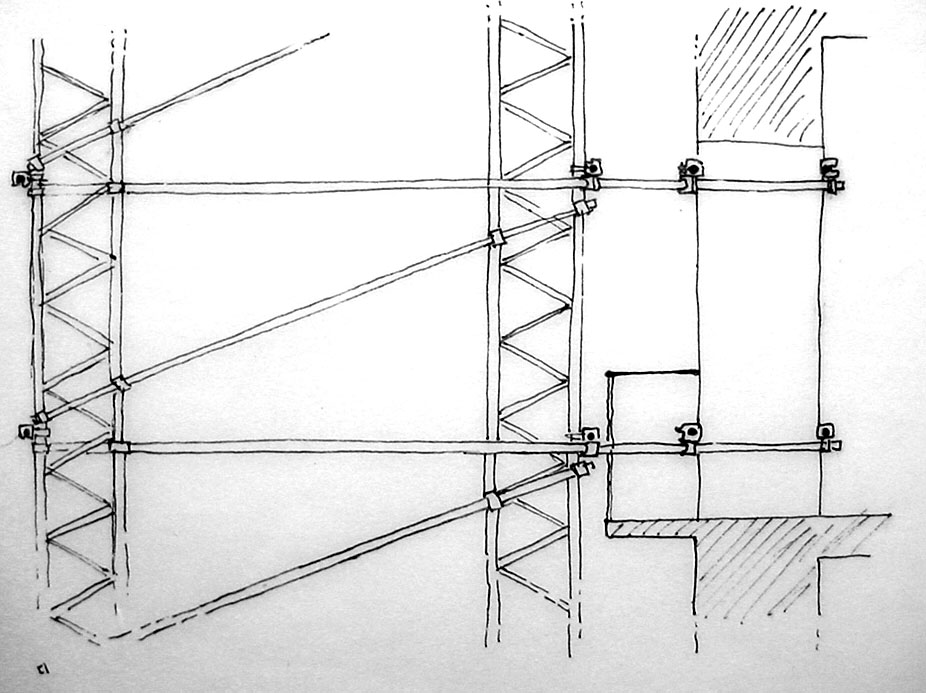
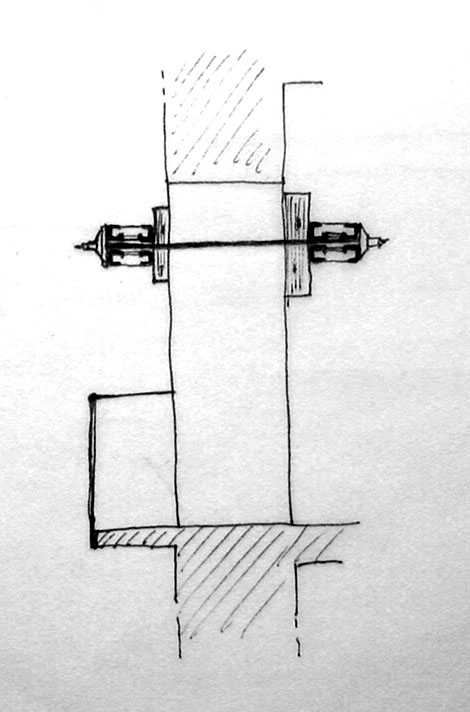
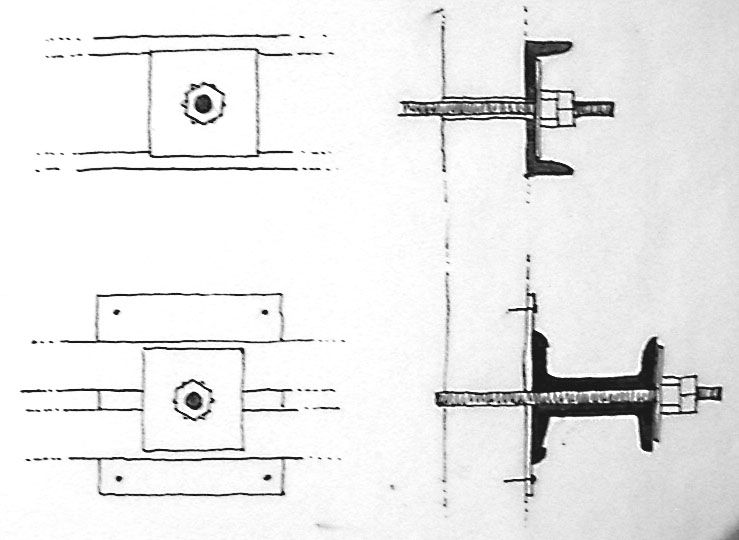

Como término general, su significado puede incluir los siguientes elementos: botarel, contrafuerte, estribo, machón, pie derecho, puntal.
- El botarel es una pared, columna o pilar levantado a alguna distancia de algún estribo o machón, al cual ayuda, mediante un arco intermedio llamado arco botarete a apear la bóveda o arco cuyo empuje le derribaría.
- El contrafuerte es un muro pegado a otro a escuadra para ayudarle a contrarrestar algún empuje o sostenerle cuando se desploma.
- El estribo es un cuerpo de fábrica que apea una bóveda.
- El machón apea un arco: lo cual manifiesta que el estribo es pared al menos en los cañones seguidos y el machón es pilar o cepa.
- Pie derecho es un madero puesto verticalmente para hacer oficios de machón.
- Puntal es un madero puesto en situación inclinada arrimado a un muro que amenaza caerse para sostenerle.

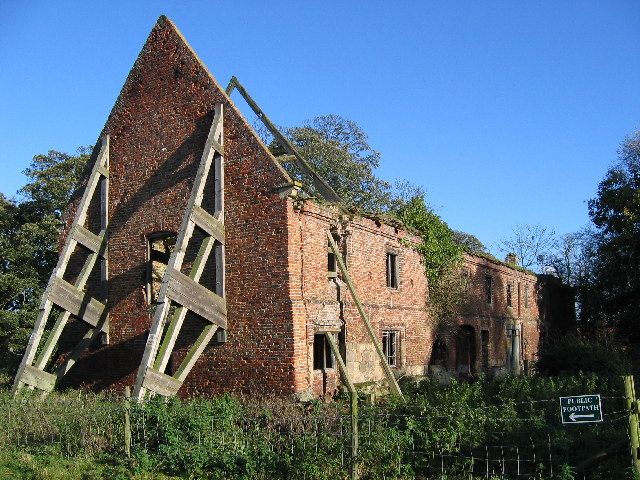
Watton Abbey. Apeo con puntales de madera.